# Ганкенсбюттель
Ганкенсбюттель (нім. Hankensbüttel) — громада в Німеччині, розташована в землі Нижня Саксонія. Входить до складу району Гіфгорн. Центр об'єднання громад Ганкенсбюттель.
Площа — 34,82 км2. Населення становить 4539 ос. (станом на 31 грудня 2021).

## Галерея

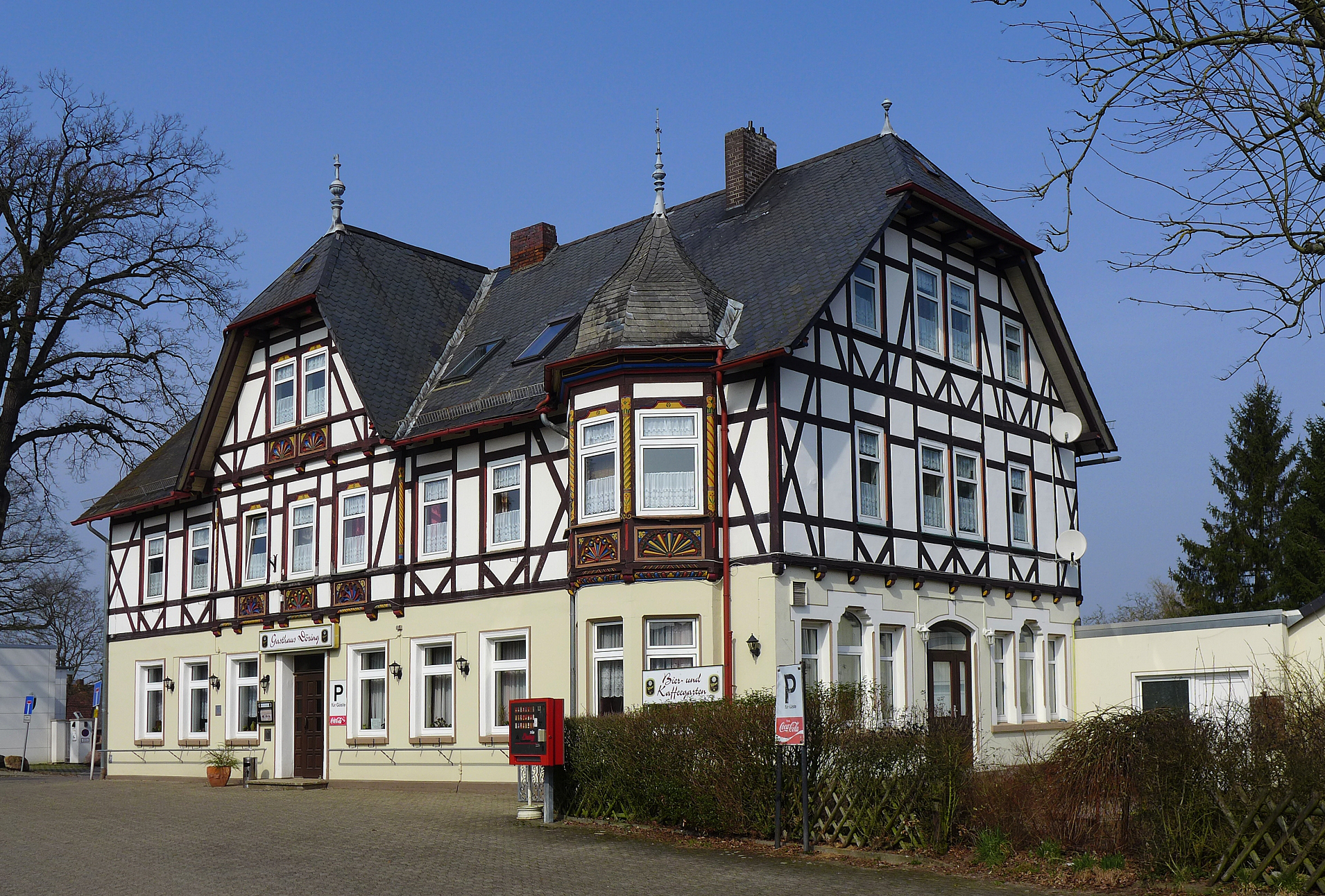
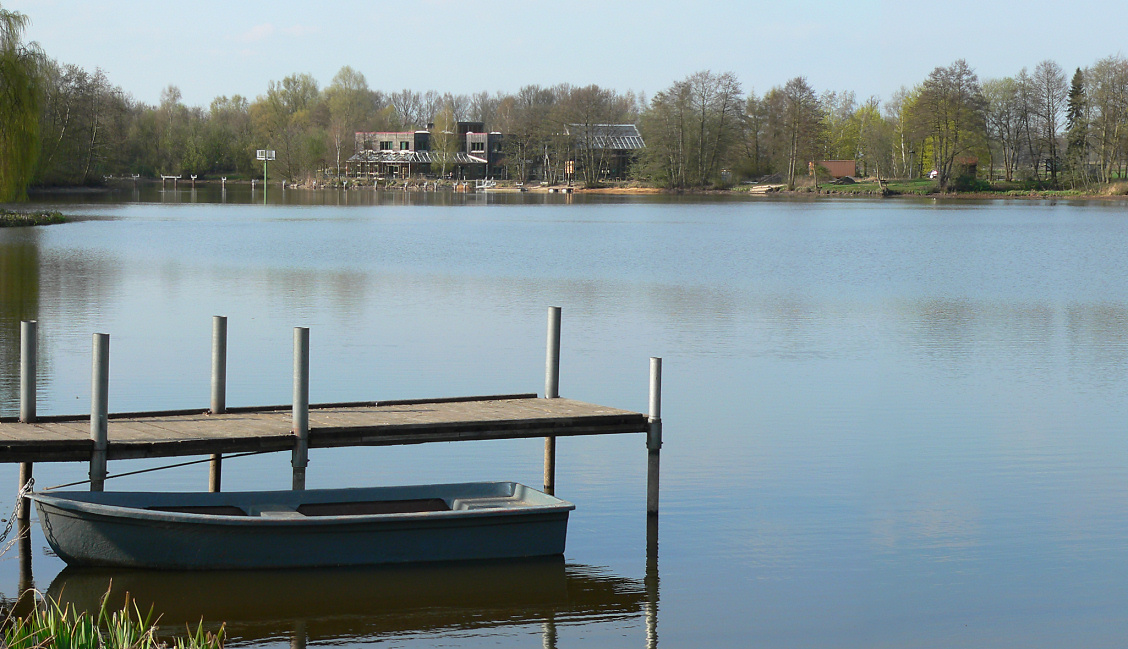
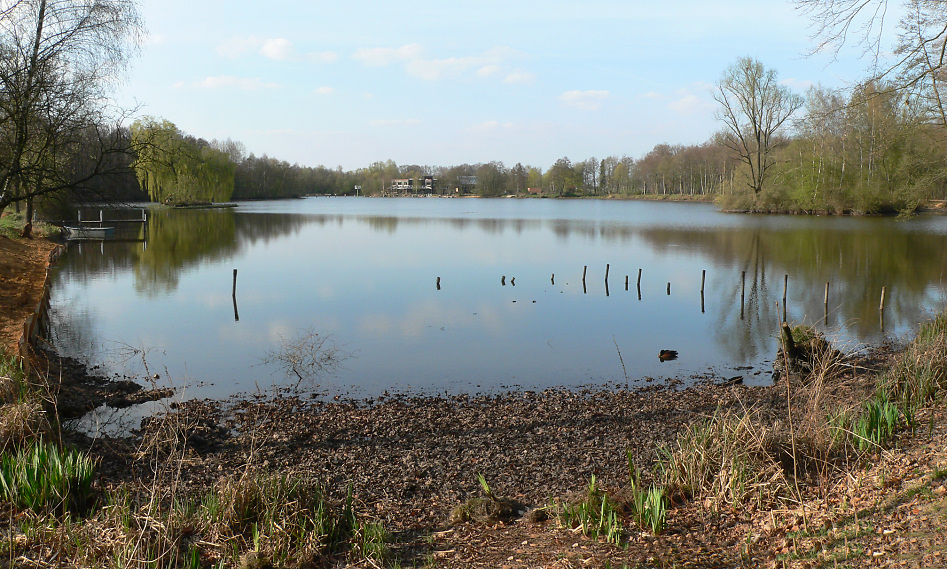
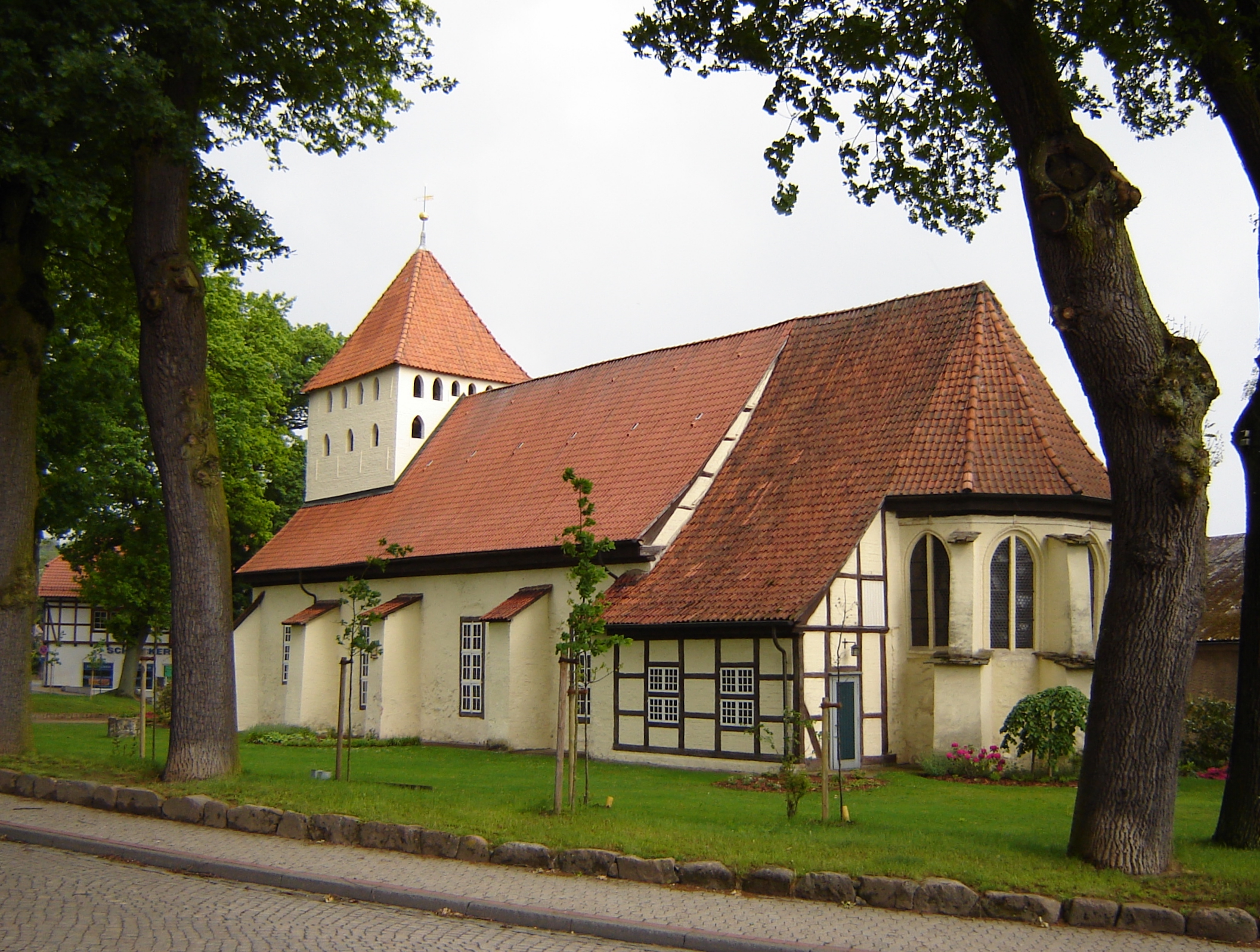
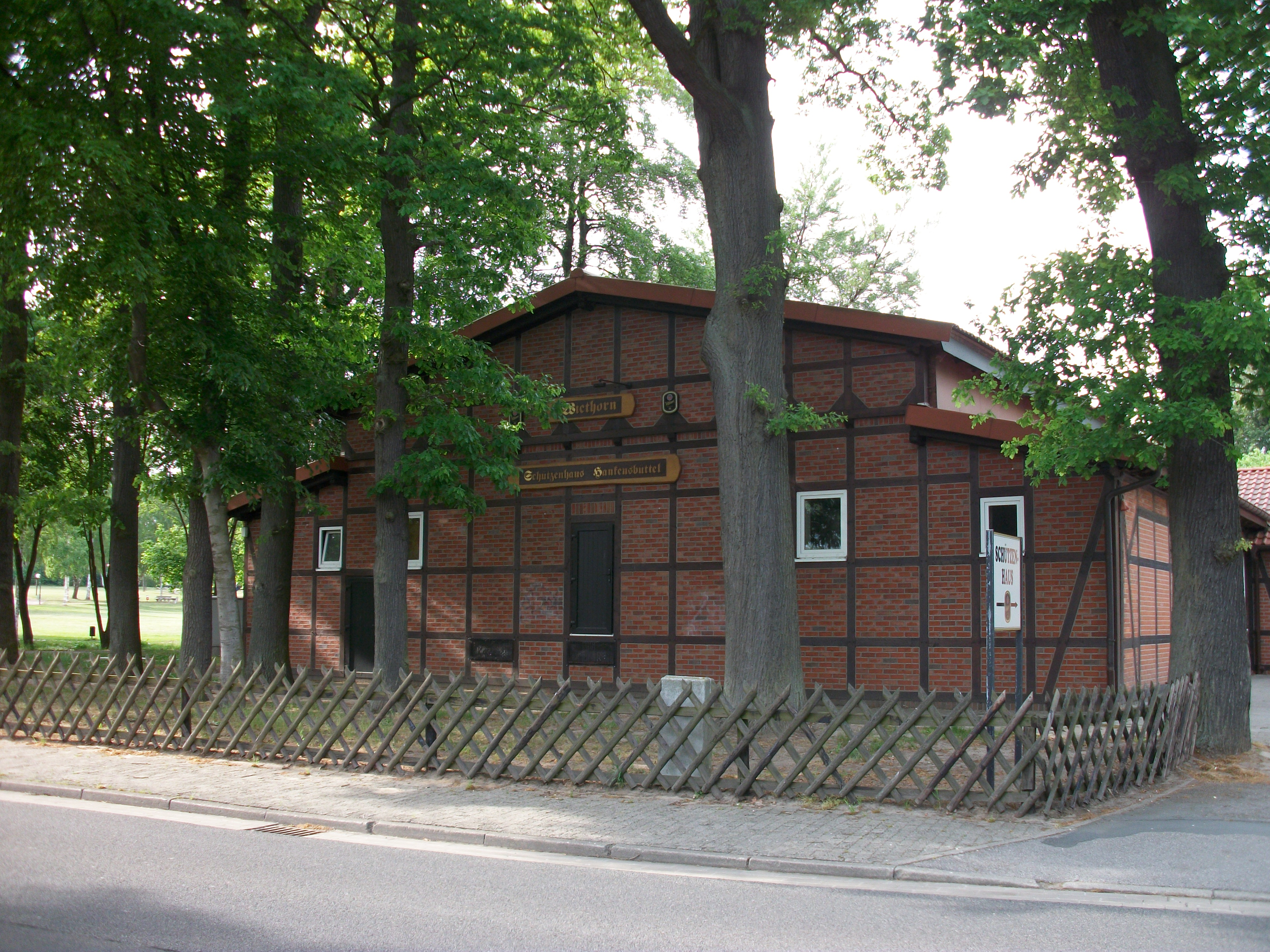